# サム・ストーン
「サム・ストーン」（Sam Stone）は、ジョン・プラインが作詞作曲し、1971年に発表した楽曲。退役軍人が薬物中毒に侵されていく過程と、オーバードーズによる死が描かれている。

## 概要
ジョン・プラインは1946年10月10日、イリノイ州メイウッドに生まれ育ち、14歳からギターを弾き始めた。地元の高校を卒業後、郵便公社に勤め、5年目に陸軍に徴兵された。ベトナム戦争のさなかであったが、西ドイツで兵役に服した。帰国後、シカゴのフォーク・ミュージック・リバイバルの中心的人物となる。クリス・クリストファーソンに見出され、1971年にアトランティック・レコードと契約した。
「サム・ストーン」の元々のタイトルは「Great Society Conflict Veteran's Blues」といった。ベトナム戦争には直接言及されていないものの、「サム・ストーンは海の向こうの戦争で兵役を務めたあと／妻と家族のもとへ帰って来た／しかしそのとき彼の神経はずたずたにされていて／銃弾の破片がまだ膝に残っていた」という歌い出しから、当時社会問題となっていたベトナム帰還兵の薬物中毒をテーマにしたものと一般的に解釈されている。
メンフィスのアメリカン・サウンド・スタジオにレジー・ヤング（ギター）、レオ・レブランク（ペダル・スチール・ギター）、ジョン・クリストファー（ギター）、ボビー・エモンズ（オルガン）、ボビー・ウッド（ピアノ）、マイク・リーチ（ベース）、ジーン・クリスマン（ドラムズ）ら、腕利きのミュージシャンが集められ、アルバムのレコーディングが行われた。プロデューサーはアリフ・マーディン。1曲のみニューヨークのA&Rスタジオでレコーディングは行われた。
1971年10月、デビューアルバム『John Prine』が発売。A面4曲目に収録された。

## カバー・バージョン
- ボブ・ギブソン - 1971年6月発売のアルバム『Bob Gibson』に収録[8]。発表の時期としてはプラインのバージョンよりもギブソンのバージョンの方が数か月早い。
- アル・クーパー - 1972年9月のシングル[9]。同年のアルバム『赤心の歌』に収録された。2016年配信の『Live - The Record Plant, 23 Oct '74』にピアノの弾き語りバージョンが収録されている[10]。
- スワンプ・ドッグ - 1972年のアルバム『Cuffed, Collared and Tagged』に収録。
- ローラ・カントレル - 2004年のコンピレーション・アルバム『Future Soundtrack for America』に収録。
- ジョニー・キャッシュ - 2005年のアルバム『Live from Austin TX』に収録。

## 備考
- ピンク・フロイドの1983年のアルバム『ファイナル・カット』に収録された「The Post War Dream」の最初の部分のメロディは「サム・ストーン」からとられている[11]。
- 南北戦争での出来事から派生したトラディショナル・ソング「Soldier's Joy」も「サム・ストーン」と同様、兵士たちのモルヒネやアヘンの依存症に触れている。「25セントあればウィスキー／15セントあればビール／25セントあればモルヒネ／俺をここから出しとくれ」と歌われる。
- 米国で新型コロナウイルスの感染が爆発的に広がった2020年3月、プラインは妻とともに罹患[12][13]。妻は回復したが、プラインは同年4月7日に感染が原因で息を引き取った（73歳没）[14]。